# Xyloryctes
Xyloryctes (лат.) — род жуков, принадлежащий к подсемейству дупляки, в составе семейства пластинчатоусые.

## Описание

### Имаго
Это насекомые среднего и крупного размера. У них крепкое и коренастое тело темно-коричневого цвета. У самцов эффектный головной рог и выраженная прональная полость, а у самок — бугорок на голове и слегка вогнутая переднеспинка.

### Личинка
Личинки червеобразные, с бледным телом, изогнутым в форме буквы «С» . У них склерифицированная голова и три пары атрофированных ног. По бокам у них имеется ряд хитиновых отверстий, позволяющих насекомому дышать в толще почвы.

## Биология
Биология этих жуков малоизучена, особенно для видов, обитающих в Центральной Америке.

## Распространение
Виды, принадлежащие к роду Xyloryctes, распространены в Северной и Южной Америках от южной Канады до Панамы, причем большинство из них обитает в Мексике и Гватемале.

## Виды
Род включает следующие виды:
- Xyloryctes corniger Bates, 1888
- Xyloryctes ensifer Bates, 1888
- Xyloryctes faunus Casey, 1895
- Xyloryctes furcatus Burmeister, 1847
- Xyloryctes guatemalensis Bitar & Delgado, 2009
- Xyloryctes howdenorum Delgado & Najera, 1992
- Xyloryctes jamaicensis (Drury, 1773)
- Xyloryctes lobicollis Bates, 1888
- Xyloryctes orientalis Bitar & Morón, 2014
- Xyloryctes splendidus Prell, 1914
- Xyloryctes telephus Burmeister, 1847
- Xyloryctes teuthras Bates, 1888
- Xyloryctes thestalus BATES, 1888